# Centro Petrobras de Cinema
O Centro Petrobras de Cinema, também conhecido como Museu Petrobras de Cinema[carece de fontes?] e Centro BR de Cinema, é um museu de cinema e um centro cultural localizado nos números 756 e 880 da avenida Visconde do Rio Branco, no bairro de São Domingos, em Niterói, no Rio de Janeiro, no Brasil. 
O Centro Cultural foi inaugurado em 2012, e o Espaço Multiuso Nelson Pereira dos Santos, no qual possui um auditório e é o local previsto para instalação do museu, foi inaugurado em 2019.

## História
O edifício foi projetado pelo arquiteto Oscar Niemeyer para ser o maior museu de cinema do Brasil. Faz parte do complexo cultural Caminho Niemeyer, que se localiza ao longo da orla da cidade.
O projeto do arquiteto, de 2001, prevê além do museu, um auditório para 700 pessoas, seis salas de cinema com capacidade para mais de 1 200 pessoas, além de lojas, bares e um café. É uma construção de 8,3 mil metros quadrados em formato de rolo de filme. A estrutura principal abrigará cinco salas de exibição, lojas, bares e café. O bloco anexo, circular de três pavimentos, terá o auditório, o museu, administração e mais uma sala de projeção.
O espaço poderá receber eventos e festivais de cinema e abrigará também a Academia Brasileira de Cinema. Localiza-se no bairro de São Domingos, próximo à Universidade Federal Fluminense, que possui a única faculdade pública de cinema do estado do Rio de Janeiro.
O centro cultural, composto por cinco salas de cinema, livraria, bistrô e hamburgueria, foi inaugurado em 24 de agosto de 2016.